# 韦利·萨里宁
韦利·萨里宁（芬蘭語：Veli Saarinen，1902年9月16日—1969年10月12日），芬兰男子越野滑雪运动员。他曾代表芬兰参加1928年和1932年冬季奥林匹克运动会越野滑雪比赛，共获得一枚金牌和一枚铜牌。